# 麻沙河
麻沙河，位于中国贵州省西南部，是北盘江右岸支流，发源于兴仁县新龙场镇三道沟，东北流至潘家庄镇潘家庄村，左纳高武河后转东流，至下屯桥水电站再转东北流，至兴仁县民建乡海马孔伏流2.5千米，于三块田豹子洞出流，明流3.8千米，又伏流1.8千米，于高晏坪右纳巴铃河后转北流，过新桥水电站后成为兴仁和晴隆两县界河。麻沙河沿两县边界北流至兴仁县、晴隆县和关岭县三县交界处的猫猫冲注入北盘江。干流长95千米，河道比降12.0‰，流域面积1434平方千米，落差1147米。麻沙河上游地势平缓，地势较开阔；下游河谷深切，地势陡峭，水土流失较为严重。2004年黔西南州政府批准了《麻沙河干流水电开发修编规划报告》，拟定为下屯桥、打鱼函、天生桥、新桥、波秧、小麻山、黄家厂七级开发方案，总装机容量138.9兆瓦，年发电量5.63亿千瓦时。